# Székelyszabar
Székelyszabar es un pueblo ubicado en el distrito de Mohács, en el condado de Baranya, Hungría.

## Superficie
Posee una superficie de 15,48  kilómetros cuadrados.

## Demografía
Hasta 2019 la población era de 517 habitantes, con una densidad de población de 33,40 habitantes por kilómetro cuadrado.